# Troféu Anime Dreams
O Troféu Anime Dreams é um dos 4 prêmios especiais do Prêmio Yamato, considerado o Oscar da Dublagem Brasileira.
É um prêmio honorário, entregue durante o mês de janeiro no evento Anime Dreams, sempre para um dublador que se destacou pelo conjunto de sua obra e importância para a dublagem brasileira. De 2003 a 2005 foi entregue somente para profissionais paulistas, mas a partir de 2006 passou a ser entregue a um dublador de São Paulo e um do Rio de Janeiro.

## Palmarés
- 2003 – Neuza Azevedo
- 2004 – Fernando Janson
- 2005 – Cecília Lemes
- 2006 – Adriana Pissardini (SP) e Ricardo Juarez (RJ)
- 2007 – Zodja Pereira (SP) e Christiano Torreão (RJ)